# Tockus leucomelas
Il buceretto beccogiallo meridionale (Tockus leucomelas (Lichtenstein, 1842)) è un uccello della famiglia dei Bucerotidi originario dell'Africa meridionale.

## Descrizione

### Dimensioni
Misura 40 cm di lunghezza, per un peso di 153-242 g nel maschio e di 138-211 g nella femmina.

### Aspetto
Questo bucero di piccole dimensioni presenta una colorazione nera sulle parti superiori e bianca su quelle inferiori, con copritrici alari squamate di bianco. Le timoniere esterne sono ornate di bianco, che forma un lungo margine chiaro sul bordo della coda. Le remiganti sono grigio-brune con terminazioni bianche. Il collo è macchiato di grigio, la parte alta del petto è leggermente striata di nero. Il becco giallo è sormontato da un casco di dimensioni modeste: quello del maschio si sviluppa fino all'estremità del becco. La pelle nuda che circonda l'occhio e che ricopre la gola è color carne scuro. Gli occhi sono giallastri o talvolta marroni.
Il buceretto beccogiallo meridionale si distingue da quello orientale (Tockus flavirostris) per il colore dell'anello orbitale e della pelle nuda della gola. La femmina è di dimensioni più piccole del maschio e ha un casco più breve che non raggiunge la punta del becco. I giovani presentano delle macchioline marrone scuro sul becco, che è di un giallo più opaco. Inoltre, la loro iride è grigia.

### Voce
Il buceretto beccogiallo meridionale ha un richiamo penetrante. Il suo variegato repertorio vocale comprende fischi, grugniti, schiamazzi e stridii. In alcuni casi emette anche un tok-tok sordo e rauco.

## Biologia

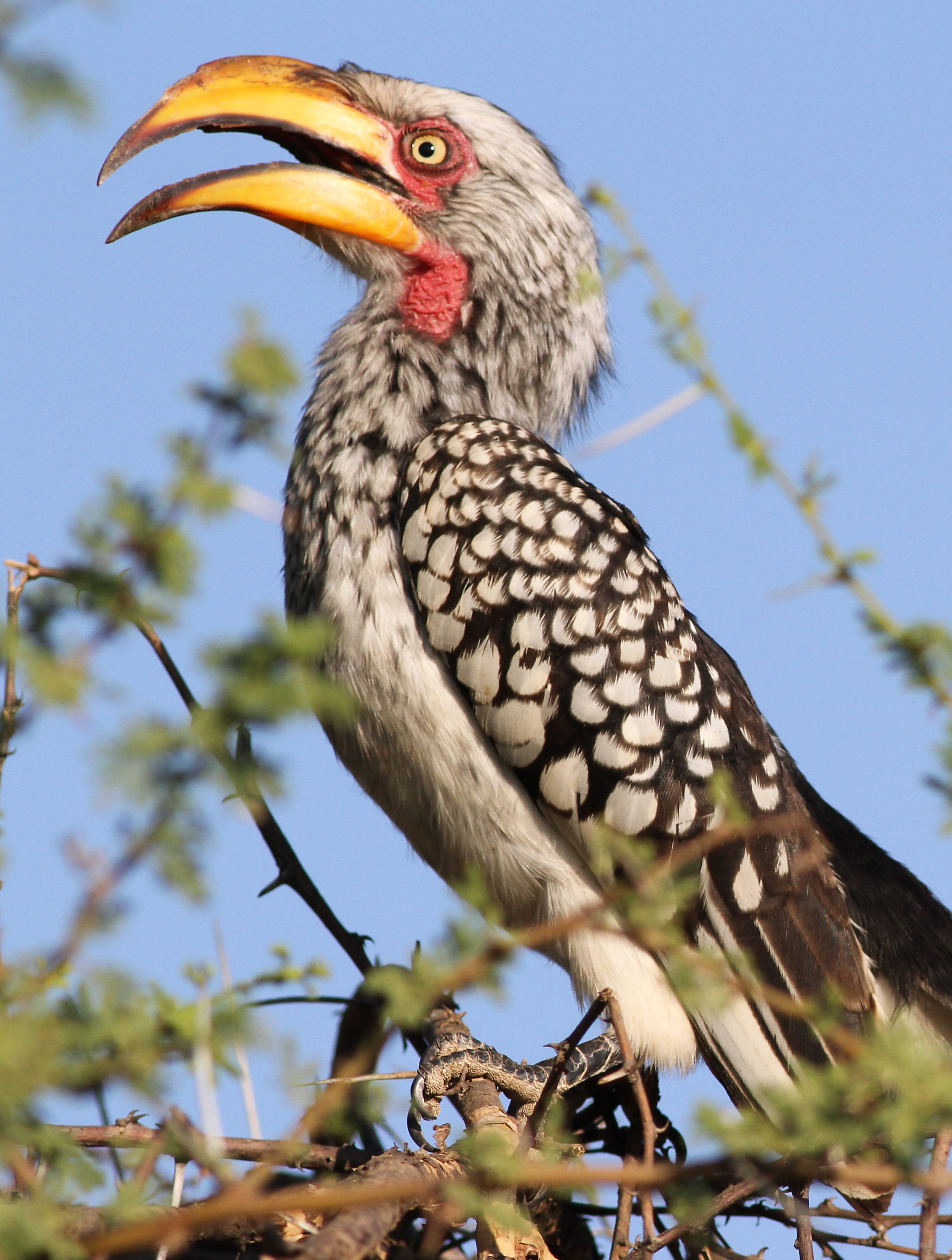
Femmina adulta nel parco nazionale di Mapungubwe (Sudafrica). Rispetto al maschio, ha il becco e il casco su di esso più brevi.

Il buceretto beccogiallo meridionale è attivo durante il giorno, all'alba e al tramonto. Di notte dorme a grande altezza sugli alberi. Vive da solo, in coppia o in piccoli gruppi. Contrariamente ad alcuni altri buceri, non sembra essere molto gregario, tranne forse al di fuori della stagione della nidificazione e durante i periodi di siccità, quando effettua spostamenti locali dalle savane aride verso le scarpate rocciose.
Va in cerca di cibo soprattutto sul terreno, ghermendo con il becco piccoli animali e frutti dalla vegetazione circostante e nella lettiera di foglie. Scava raramente nel terreno, ma in alcuni casi rivolta i detriti e insegue le prede saltellando goffamente se necessario. Quando è in aria si sposta con un volo imponente, alternando brevi planate a serie di pesanti battiti d'ala.

### Alimentazione
Il menu è composto principalmente da artropodi, in particolare da termiti, formiche, coleotteri, bruchi e cavallette. Tuttavia, i buceri beccogiallo meridionali mangiano anche millepiedi, scorpioni e solifugi. Catturano pure alcuni roditori, specialmente quando proliferano. Uova di altre specie, frutta e semi completano la dieta.

### Riproduzione
La deposizione delle uova ha luogo dopo le prime piogge della primavera australe. La stagione della nidificazione va da settembre a marzo. Sono molto rari i casi in cui vengono deposte due covate nell'arco di una stessa stagione. I buceretti beccogiallo meridionali si stabiliscono in un territorio che la coppia difende insieme. Il nido è collocato nella cavità naturale di un albero, più o meno tra 1 e 12 metri di altezza dal suolo. Il maschio trasporta erba, foglie e pezzi di corteccia che verranno utilizzati per rivestire il fondo del nido. La femmina chiude il foro di entrata con i suoi escrementi e resti grossolani di cibo, talvolta assistita dal maschio che trasporta palline di fango.
La covata comprende da 2 a 6 uova che vengono covate in media per 24 giorni. I pulcini nascono nudi, con la pelle rosa. Sia questi che la femmina vengono nutriti dal maschio, che li alimenta grazie ad una stretta fessura che la madre ha lasciato nella parete che sigilla la cavità. Durante il periodo di reclusione la femmina approfitta della sua inattività forzata per effettuare la muta delle remiganti e delle timoniere. Quando i piccoli hanno tra i 19 e i 27 giorni di età, essa rompe la parete ed esce all'esterno, mentre i pulcini, rimasti nel nido, sigillano nuovamente l'ingresso e continuano ad essere nutriti da entrambi i genitori. Questi non si involano fino a quando non hanno raggiunto i 42-47 giorni di età. Nel frattempo, possono cadere vittima di un'ampia varietà di predatori, sia rapaci che piccoli mammiferi che si arrampicano sugli alberi.

## Distribuzione e habitat
Questa specie è originaria dell'Africa australe. Il suo areale attraversa l'intero continente, da una costa all'altra, dall'Angola e dalla Namibia fino al Mozambico e al Natal, passando per il Botswana, lo Zimbabwe e il nord del Sudafrica.
Nella parte occidentale dell'areale i buceri beccogiallo meridionali frequentano le gallerie di alberi radi lungo i corsi d'acqua, mentre in quella orientale si incontrano principalmente nelle savane e nelle aree boschive.

## Tassonomia
Vengono riconosciute due sottospecie:
- T. l. elegans Hartlaub, 1865, diffusa nelle regioni sud-occidentali dell'Angola e in quelle nord-occidentali della Namibia;
- T. l. leucomelas (Lichtenstein, 1842), diffusa dalle regioni settentrionali e centrali della Namibia fino al Malawi meridionale, al Mozambico occidentale e al Sudafrica settentrionale e orientale.

T. l. elegans viene riconosciuta come sottospecie a sé sulla base di differenze nelle dimensioni, del piumaggio dai toni più chiari e del colore diverso delle parti prive di piume. Nel settore più orientale dell'areale alcuni studiosi riconoscono un'ulteriore sottospecie, T. l. parvior, caratterizzata da dimensioni più piccole. Bisogna comunque sottolineare che queste differenze non sono molto marcate e il grado di variabilità è spesso incerto. Pertanto, alcuni autori preferiscono considerare queste sottospecie come non valide e trattare il bucero beccogiallo meridionale come una specie monotipica.

## Conservazione
Secondo BirdLife International, la specie non è complessivamente minacciata. Essa è abbondante o comune in numerose regioni del suo areale. La sua densità è di circa una coppia ogni 20 ettari. Rimane comune anche nelle zone coltivate dove viene praticata un'agricoltura di sussistenza, ma scompare gradualmente dai luoghi in cui gli alberi vengono eliminati. Il buceretto beccogiallo meridionale è presente in gran numero nelle zone protette che presentano una vasta superficie.